# Argemone squarrosa
Argemone squarrosa Greene – gatunek rośliny z rodziny makowatych (Papaveraceae Juss.). Występuje naturalnie w środkowo-południowej części Stanów Zjednoczonych – w środkowo-zachodnim Teksasie, wschodnim Nowym Meksyku, północno-wschodniej Oklahomie, zachodnim Kansas oraz południowo-wschodnim Kolorado, a według innych źródeł także w Wyoming. 

## Morfologia
PokrójBylina dorastająca do 40–80 cm wysokości. Łodyga jest mniej lub bardziej pokryta kolcami.
LiścieSą pierzasto-klapowane, pokryte kolcami.
KwiatyPłatki mają białą barwę i osiągają do 40–55 mm długości. Kwiaty mają około 150 wolnych pręcików o żółtych nitkach. Zalążnia zawiera 4 lub 5 owocolistków.
OwoceTorebki o kształcie od elipsoidalnego do podłużnego. Są pokryte kolcami. Osiągają 25–50 mm długości i 10–18 mm szerokości.

## Biologia i ekologia
Rośnie na łąkach. Występuje na wysokości od 1000 do 1800 m n.p.m.

## Zmienność
W obrębie tego gatunku oprócz podgatunku nominatywnego wyróżniono jeden podgatunek:
- Argemone squarrosa subsp. glabrata Ownbey

## Ochrona
Roślina w stanie Oklahoma ma status gatunku krytycznie zagrożonego.